# Jiare Bucuo
Jiare Bucuo (kinesiska: 甲热布错) är en sjö i Kina. Den ligger i den autonoma regionen Tibet, i den sydvästra delen av landet, omkring 430 kilometer nordväst om regionhuvudstaden Lhasa. Trakten runt Jiare Bucuo består i huvudsak av gräsmarker.
Genomsnittlig årsnederbörd är 409 millimeter. Den regnigaste månaden är juli, med i genomsnitt 119 mm nederbörd, och den torraste är december, med 6 mm nederbörd.